# خفاش فلتن
خفاش فلتن (الاسم العلمي: Myotis punicus) هو نوع من خفافيش الليل.

## التوزيع
يتواجد في الجزائر وليبيا ومالطا والمغرب وتونس وفرنسا (كورسيكا) وإيطاليا (سردينيا). وتشمل مواطنه الطبيعية الغابات المعتدلة والأشجار المعتدلة والأراضي القاحلة الجافة شبه الاستوائية أو الاستوائية، والنباتات الشجيرية من الأنواع الموجودة في البحر الأبيض المتوسط، والمراعي المعتدلة، والكهوف، والمواقع الجوفية (باستثناء الكهوف)، والأراضي الزراعية، والحدائق الريفية، والأراضي المروية. ويمتد نطاق المواطن الطبيعية إلى حدود الصحراء الكبرى. في تونس، لوحظ وجود هذا النوع حتى جنوب غمراسن أو منتزه بوهدمة الوطني.